# Itasca County
Das Itasca County ist ein County im US-amerikanischen Bundesstaat Minnesota. Im Jahr 2020 hatte das County 45.014 Einwohner und eine Bevölkerungsdichte von 6,5 Einwohnern pro Quadratkilometer. Der Verwaltungssitz (County Seat) ist Grand Rapids.
Teile des Leech Lake Reservation und der Bois Forte Reservation liegen im Itasca County.

## Geographie
Das County liegt im Norden von Minnesota und ist etwa 100 km von Kanada entfernt und wird vom oberen Mississippi durchflossen. Es hat eine Fläche von 7583 Quadratkilometern, wovon 680 Quadratkilometer Wasserfläche sind. An das Itasca County grenzen folgende Nachbarcountys:
|                 | Koochiching County |                  |
| Beltrami County |                    | St. Louis County |
| Cass County     | Aitkin County      |                  |

## Geschichte
Das Itasca County wurde am 27. Oktober 1849 aus als frei bezeichneten – in Wirklichkeit aber von Indianern besiedelten – Territorium gebildet. Benannt wurde es nach dem Lake Itasca, dessen Name vom lateinischen Ausdruck "veritas caput" abgeleitet ist. Der See liegt aber nicht im Itasca County, sondern rund 150 km westlich im Clearwater County.
21 Bauwerke und Stätten des Countys sind im National Register of Historic Places eingetragen (Stand 29. Januar 2018).

## Demografische Daten

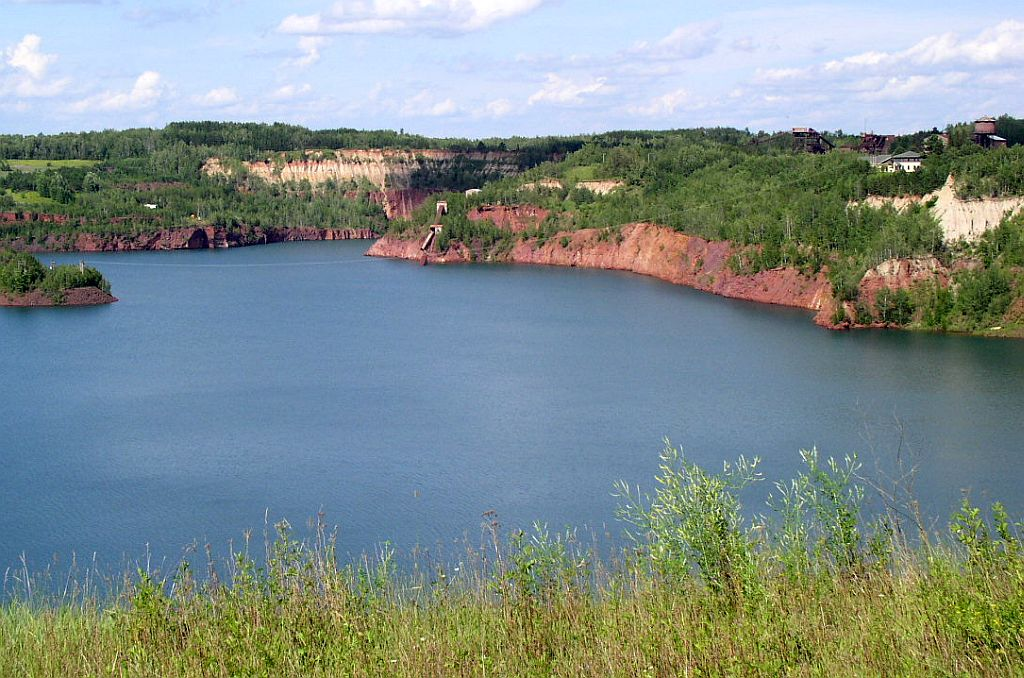
Der Hill-Annex Mine State Park, gelistet im NRHP

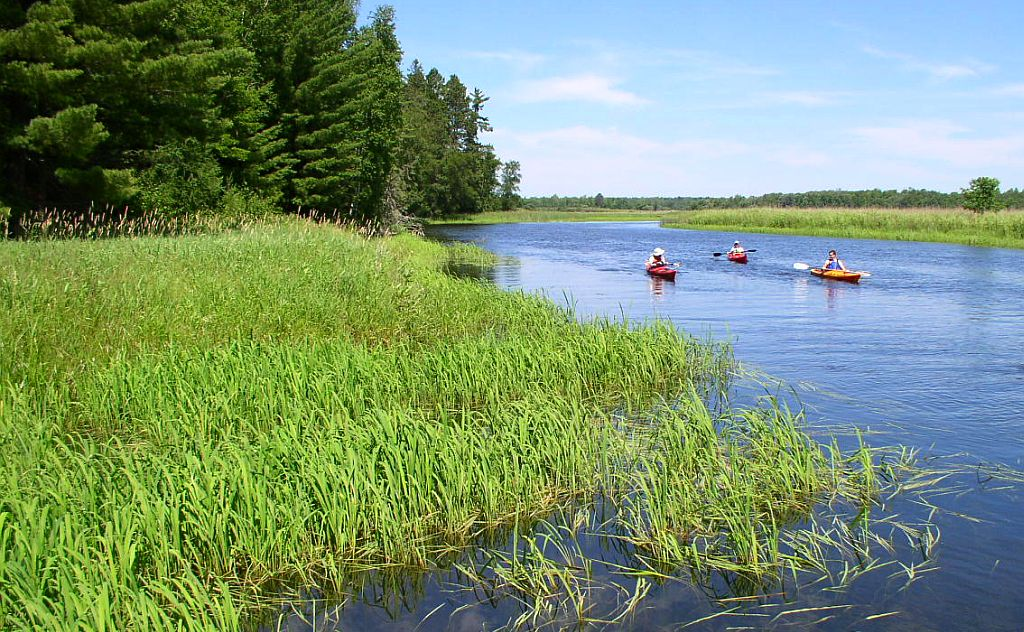
Der Mississippi River im Schoolcraft State Park

Nach der Volkszählung im Jahr 2010 lebten im Itasca County 45.058 Menschen in 18.761 Haushalten. Die Bevölkerungsdichte betrug 6,5 Einwohner pro Quadratkilometer. In den 18.761 Haushalten lebten statistisch je 2,35 Personen.
Ethnisch betrachtet setzte sich die Bevölkerung zusammen aus 93,7 Prozent Weißen, 0,4 Prozent Afroamerikanern, 3,6 Prozent amerikanischen Ureinwohnern, 0,4 Prozent Asiaten sowie aus anderen ethnischen Gruppen; 2,0 Prozent stammten von zwei oder mehr Ethnien ab. Unabhängig von der ethnischen Zugehörigkeit waren 1,1 Prozent der Bevölkerung spanischer oder lateinamerikanischer Abstammung.
21,6 Prozent der Bevölkerung waren unter 18 Jahre alt, 59,2 Prozent waren zwischen 18 und 64 und 19,2 Prozent waren 65 Jahre oder älter. 49,5 Prozent der Bevölkerung war weiblich.

Das jährliche Durchschnittseinkommen eines Haushalts lag bei 47.106 USD. Das Pro-Kopf-Einkommen betrug 24.067 USD. 11,4 Prozent der Einwohner lebten unterhalb der Armutsgrenze.

## Ortschaften im Itasca County
Citys
| - Bigfork - Bovey - Calumet - Cohasset | - Coleraine - Deer River - Effie - Grand Rapids | - Keewatin - La Prairie - Marble - Nashwauk | - Squaw Lake - Taconite - Warba - Zemple |

Census-designated places (CDP)
- Ball Club
- Inger

Andere Unincorporated Communities
| - Alvwood - Bass Lake - Bear River1 - Bergville - Blackberry - Bowstring | - Cooley - Dora Lake - Dunbar - Goodland - Grattan - Houpt | - Jessie Lake - Mack - Marcell - Martin - Max - Orth | - Oslund - Pengilly - Pomroy - Rosy - Spring Lake - Suomi | - Swan River - Talmoon - Togo - Wawina - Wirt |

1 – zum Teil im St. Louis County

## Gliederung
Das Itasca County ist neben zwölf Citys1 in 41 Townships (TS) und vier Unorganized Territories (UT) gegliedert:
| Name             | Status | Einw. (2010) | FIPS     |
| ---------------- | ------ | ------------ | -------- |
| Alvwood          | TS     | 42           | 27-01288 |
| Arbo             | TS     | 867          | 27-01936 |
| Ardenhurst       | TS     | 164          | 27-02044 |
| Balsam           | TS     | 550          | 27-03430 |
| Bearville        | TS     | 205          | 27-04276 |
| Bigfork          | TS     | 321          | 27-05716 |
| Blackberry       | TS     | 880          | 27-06220 |
| Bowstring        | TS     | 230          | 27-07102 |
| Bowstring Lake   | UT     | 1166         | 27-07105 |
| Carpenter        | TS     | 179          | 27-10072 |
| Deer Lake        | UT     | 3495         | 27-15277 |
| Deer River       | TS     | 704          | 27-15328 |
| Effie            | UT     | 203          | 27-18265 |
| Feeley           | TS     | 306          | 27-20816 |
| Good Hope        | TS     | 99           | 27-24362 |
| Goodland         | TS     | 466          | 27-24452 |
| Grattan          | TS     | 44           | 27-25460 |
| Greenway         | TS     | 1939         | 27-25892 |
| Harris           | TS     | 3253         | 27-27296 |
| Iron Range       | TS     | 649          | 27-31256 |
| Kinghurst        | TS     | 106          | 27-33272 |
| Lake Jessie      | TS     | 303          | 27-34568 |
| Lawrence         | TS     | 438          | 27-35900 |
| Liberty          | TS     | 62           | 27-36944 |
| Little Sand Lake | UT     | 349          | 27-37691 |
| Lone Pine        | TS     | 410          | 27-37934 |
| Marcell          | TS     | 467          | 27-40472 |
| Max              | TS     | 142          | 27-41066 |
| Moose Park       | TS     | 68           | 27-44008 |
| Morse            | TS     | 615          | 27-44332 |
| Nashwauk         | TS     | 1681         | 27-44998 |
| Nore             | TS     | 57           | 27-46582 |
| Northeast Itasca | TS     | 1179         | 27-46894 |
| Oteneagen        | TS     | 310          | 27-49048 |
| Pomroy           | TS     | 39           | 27-51856 |
| Sago             | TS     | 176          | 27-56644 |
| Sand Lake        | TS     | 146          | 27-58360 |
| Spang            | TS     | 264          | 27-61564 |
| Splithand        | TS     | 250          | 27-61700 |
| Stokes           | TS     | 230          | 27-62914 |
| Third River      | TS     | 50           | 27-64606 |
| Trout Lake       | TS     | 1087         | 27-65596 |
| Wabana           | TS     | 537          | 27-67360 |
| Wawina           | TS     | 77           | 27-68800 |
| Wildwood         | TS     | 193          | 27-70306 |
| Wirt             | TS     | 106          | 27-71194 |

1Die Citys Calumet, Marble, Nashwauk und Taconite gehören jeweils einer Township an.